# Elleriana
Elleriana is een geslacht van hooiwagens uit de familie Cosmetidae.
De wetenschappelijke naam Elleriana is voor het eerst geldig gepubliceerd door Kury in 2003. 

## Soorten
Elleriana is monotypisch en omvat slechts de volgende soort:
- Elleriana bilunata